# ستيفان جيربر
ستيفان جيربر (بالإنجليزية: Stephan Gerber)‏ هو لاعب اتحاد الرغبي جنوب أفريقي، ولد في 27 أغسطس 1980 في ديربان في جنوب أفريقيا.

## وصلات خارجية
- ستيفان جيربر على موقع ItsRugby.co.uk (الإنجليزية)